# Liste der Kulturdenkmale in Konstanz/Paradies
In der Liste der Kulturdenkmale in Konstanz Paradies sind Bau- und Kunstdenkmale der Stadt Konstanz im Stadtteil Paradies verzeichnet, die im „Verzeichnis der unbeweglichen Bau- und Kunstdenkmale und der zu prüfenden Objekte“ des Landesamts für Denkmalpflege Baden-Württemberg verzeichnet sind. Dieses Verzeichnis ist nicht öffentlich und kann nur bei „berechtigtem Interesse“ eingesehen werden. Die folgende Liste ist daher nicht vollständig und entspricht dem letzten veröffentlichtem Stand von 1996. 

## Allgemein
- Bild: Zeigt ein ausgewähltes Bild aus Commons, „Weitere Bilder“ verweist auf die Bilder im Medienarchiv Wikimedia Commons.
- Bezeichnung: Nennt den Namen, die Bezeichnung oder die Art des Kulturdenkmals.
- Lage: Straßenname und Hausnummer oder Flurstücknummer des Kulturdenkmals, gegebenenfalls auch den Ortsteil. Die Grundsortierung der Liste erfolgt nach dieser Adresse. Der Link (Karte) führt zu verschiedenen Kartendiensten mit der Position des Kulturdenkmals. Fehlt dieser Link, wurden die Koordinaten noch nicht eingetragen. Sind diese bekannt, können sie über ein Tool mit einer Kartenansicht einfach nachgetragen werden. In dieser Kartenansicht sind Kulturdenkmale ohne Koordinaten mit einem roten bzw. orangen Marker dargestellt und können durch Verschieben auf die richtige Position in der Karte mit Koordinaten versehen werden. Kulturdenkmale ohne Bild sind an einem blauen bzw. roten Marker erkennbar.
- Datierung: Baubeginn, Fertigstellung, Datum der Erstnennung oder grobe zeitliche Einordnung entsprechend des Eintrags in der zuständigen Denkmaldatenbank (Landesamt für Denkmalpflege Baden-Württemberg).
- Beschreibung: Kurzcharakteristik des Kulturdenkmals.

## Einzeldenkmale nach Stadtteilen

### Paradies
In dieser Liste werden die Kulturdenkmale des Paradies westlich Untere Laube und Obere Laube aufgeführt. Politisch gehören die östlichen Teile des Paradies zur Altstadt.

| Bild           | Bezeichnung                      | Lage                                    | Datierung | Beschreibung                                                           | ID |
| -------------- | -------------------------------- | --------------------------------------- | --------- | ---------------------------------------------------------------------- | -- |
|                | Ehemals städtischer Schlachthof  | Alfred-Wachtel-Straße 10 (Karte)        |           | Geschützt nach § 2 DSchG                                               | BW |
|                | Palmenhaus                       | Alten Graben (Karte)                    |           | Geschützt nach § 2 DSchG                                               | BW |
|                |                                  | Blarerstraße 2 (Karte)                  |           | Geschützt nach § 2 DSchG                                               | BW |
|                |                                  | Blarerstraße 4 (Karte)                  |           | Geschützt nach § 2 DSchG                                               |    |
|                |                                  | Blarerstraße 6 (Karte)                  |           | Geschützt nach § 2 DSchG                                               |    |
|                |                                  | Blarerstraße 13 (Karte)                 |           | Geschützt nach § 2 DSchG                                               | BW |
|                |                                  | Blarerstraße 15 (Karte)                 |           | Geschützt nach § 2 DSchG                                               | BW |
|                |                                  | Blarerstraße 18 (Karte)                 |           | Geschützt nach § 2 DSchG                                               |    |
|                |                                  | Blarerstraße 20 (Karte)                 |           | Geschützt nach § 2 DSchG                                               | BW |
|                |                                  | Blarerstraße 22 (Karte)                 |           | Geschützt nach § 2 DSchG                                               | BW |
|                |                                  | Blarerstraße 24 (Karte)                 |           | Geschützt nach § 2 DSchG                                               |    |
|                |                                  | Blarerstraße 26 (Karte)                 |           | Geschützt nach § 2 DSchG                                               |    |
|                |                                  | Blarerstraße 28 (Karte)                 |           | Geschützt nach § 2 DSchG                                               |    |
|                |                                  | Blarerstraße 32 (Karte)                 |           | Geschützt nach § 2 DSchG                                               |    |
|                |                                  | Blarerstraße 34 (Karte)                 |           | Geschützt nach § 2 DSchG                                               | BW |
|                |                                  | Blarerstraße 36 (Karte)                 |           | Geschützt nach § 2 DSchG                                               |    |
|                |                                  | Blarerstraße 38 (Karte)                 |           | Geschützt nach § 2 DSchG                                               |    |
|                |                                  | Blarerstraße 46 (Karte)                 |           | Geschützt nach § 2 DSchG                                               | BW |
|                |                                  | Blarerstraße 48 (Karte)                 |           | Geschützt nach § 2 DSchG                                               |    |
|                |                                  | Brauneggerstraße 9 (Karte)              |           | Geschützt nach § 2 DSchG                                               |    |
|                |                                  | Brauneggerstraße 10 (Karte)             |           | Geschützt nach § 2 DSchG                                               |    |
|                |                                  | Brauneggerstraße 11 (Karte)             |           | Geschützt nach § 2 DSchG                                               |    |
|                |                                  | Brauneggerstraße 12 (Karte)             |           | Geschützt nach § 2 DSchG                                               | BW |
|                |                                  | Brauneggerstraße 13 (Karte)             |           | Geschützt nach § 2 DSchG                                               |    |
|                |                                  | Brauneggerstraße 14 (Karte)             |           | Geschützt nach § 2 DSchG                                               | BW |
|                |                                  | Brauneggerstraße 15 (Karte)             |           | Geschützt nach § 2 DSchG                                               |    |
|                |                                  | Brauneggerstraße 16 (Karte)             |           | Geschützt nach § 2 DSchG                                               | BW |
|                |                                  | Brauneggerstraße 17 (Karte)             |           | Geschützt nach § 2 DSchG                                               |    |
|                |                                  | Brauneggerstraße 19 (Karte)             |           | Geschützt nach § 2 DSchG                                               |    |
|                |                                  | Brauneggerstraße 23 (Karte)             |           | Geschützt nach § 2 DSchG                                               | BW |
|                |                                  | Brauneggerstraße 24 (Karte)             |           | Geschützt nach § 2 DSchG                                               | BW |
|                |                                  | Brauneggerstraße 26 (Karte)             |           | Geschützt nach § 2 DSchG                                               | BW |
|                | Ellenrieder-Gymnasium            | Brauneggerstraße 29 (Karte)             |           | Geschützt nach § 12 DSchG                                              |    |
|                |                                  | Brauneggerstraße 31 (Karte)             |           | Geschützt nach § 2 DSchG                                               |    |
|                |                                  | Brauneggerstraße 32 (Karte)             |           | Geschützt nach § 2 DSchG                                               | BW |
|                |                                  | Brauneggerstraße 33 (Karte)             |           | Geschützt nach § 2 DSchG                                               |    |
|                |                                  | Brauneggerstraße 35 (Karte)             |           | Geschützt nach § 2 DSchG                                               |    |
|                |                                  | Brauneggerstraße 37 (Karte)             |           | Geschützt nach § 2 DSchG                                               |    |
|                |                                  | Brauneggerstraße 39 (Karte)             |           | Geschützt nach § 2 DSchG                                               |    |
|                |                                  | Brauneggerstraße 41 (Karte)             |           | Geschützt nach § 2 DSchG                                               |    |
|                |                                  | Brauneggerstraße 42 (Karte)             |           | Geschützt nach § 2 DSchG                                               |    |
|                |                                  | Brauneggerstraße 43 (Karte)             |           | Geschützt nach § 2 DSchG                                               | BW |
|                |                                  | Brauneggerstraße 44 (Karte)             |           | Geschützt nach § 2 DSchG                                               |    |
|                |                                  | Brauneggerstraße 45 (Karte)             |           | Geschützt nach § 2 DSchG                                               | BW |
|                |                                  | Brauneggerstraße 46 (Karte)             |           | Geschützt nach § 2 DSchG                                               | BW |
|                |                                  | Brauneggerstraße 47 (Karte)             |           | Geschützt nach § 2 DSchG                                               |    |
|                |                                  | Brauneggerstraße 49 (Karte)             |           | Geschützt nach § 2 DSchG                                               |    |
|                |                                  | Brauneggerstraße 50 (Karte)             |           | Geschützt nach § 2 DSchG                                               |    |
|                |                                  | Brauneggerstraße 51 (Karte)             |           | Geschützt nach § 2 DSchG                                               |    |
|                |                                  | Brauneggerstraße 52 (Karte)             |           | Geschützt nach § 2 DSchG                                               |    |
|                |                                  | Brauneggerstraße 54 (Karte)             |           | Geschützt nach § 2 DSchG                                               |    |
|                |                                  | Brauneggerstraße 60 (Karte)             |           | Geschützt nach § 2 DSchG                                               | BW |
|                |                                  | Brauneggerstraße 62 (Karte)             |           | Geschützt nach § 2 DSchG                                               |    |
|                |                                  | Brauneggerstraße 70 (Karte)             |           | Geschützt nach § 2 DSchG                                               | BW |
|                |                                  | Brauneggerstraße 72 (Karte)             |           | Geschützt nach § 2 DSchG                                               |    |
|                |                                  | Brauneggerstraße 74 (Karte)             |           | Geschützt nach § 2 DSchG                                               |    |
|                | Brunnen                          | Brüelstraße, Ecke Wallgutstraße (Karte) |           | Geschützt nach §§ 2 (Kleindenkmal) DSchG                               | BW |
|                |                                  | Brüelstraße 8 (Karte)                   |           | Geschützt nach § 2 DSchG                                               |    |
|                |                                  | Brüelstraße 10 (Karte)                  |           | Geschützt nach § 2 DSchG                                               |    |
|                |                                  | Dacherstraße 10 (Karte)                 |           | Geschützt nach § 2 DSchG                                               | BW |
|                |                                  | Dacherstraße 12 (Karte)                 |           | Geschützt nach § 2 DSchG                                               | BW |
|                | Hussenstein                      | Döbelestraße (Karte)                    |           | Geschützt nach § 2 DSchG                                               | BW |
|                | Platzanlage                      | Döbelestraße (Karte)                    |           | Geschützt nach § 2 DSchG                                               | BW |
|                |                                  | Döbelestraße 2 (Karte)                  |           | Geschützt nach § 2 DSchG                                               | BW |
|                |                                  | Döbelestraße 3 (Karte)                  |           | Geschützt nach § 2 DSchG                                               |    |
|                |                                  | Döbelestraße 4 (Karte)                  |           | Geschützt nach § 2 DSchG                                               |    |
|                |                                  | Döbelestraße 5 (Karte)                  |           | Geschützt nach § 2 DSchG                                               |    |
|                |                                  | Döbelestraße 6 (Karte)                  |           | Geschützt nach § 2 DSchG                                               | BW |
|                |                                  | Döbelestraße 7 (Karte)                  |           | Geschützt nach § 2 DSchG                                               |    |
|                |                                  | Döbelestraße 8 (Karte)                  |           | Geschützt nach § 2 DSchG                                               | BW |
|                |                                  | Döbelestraße 11 (Karte)                 |           | Geschützt nach § 2 DSchG                                               |    |
|                |                                  | Döbelestraße 12 (Karte)                 |           | Geschützt nach § 2 DSchG                                               |    |
|                |                                  | Döbelestraße 14 (Karte)                 |           | Geschützt nach § 2 DSchG                                               | BW |
|                |                                  | Döbelestraße 16 (Karte)                 |           | Geschützt nach § 2 DSchG                                               |    |
|                |                                  | Döbelestraße 18 (Karte)                 |           | Geschützt nach § 2 DSchG                                               |    |
|                |                                  | Döbelestraße 20 (Karte)                 |           | Geschützt nach § 2 DSchG                                               |    |
|                |                                  | Döbelestraße 22 (Karte)                 |           | Geschützt nach § 2 DSchG                                               | BW |
|                |                                  | Döbelestraße 24 (Karte)                 |           | Geschützt nach § 2 DSchG                                               |    |
|                |                                  | Döbelestraße 26 (Karte)                 |           | Geschützt nach § 2 DSchG                                               |    |
|                |                                  | Döbelestraße 28 (Karte)                 |           | Geschützt nach § 2 DSchG                                               |    |
|                |                                  | Döbelestraße 30 (Karte)                 |           | Geschützt nach § 2 DSchG                                               |    |
|                |                                  | Döbelestraße 32 (Karte)                 |           | Geschützt nach § 2 DSchG                                               |    |
|                |                                  | Döbelestraße 36 (Karte)                 |           | Geschützt nach § 2 DSchG                                               |    |
|                | Stadtgärtnerei                   | Döbelestraße 37 (Karte)                 |           | Geschützt nach § 2 DSchG                                               | BW |
|                | Lienhard-Brunnen                 | Fischenzstraße (Karte)                  |           | Geschützt nach § 2 DSchG                                               | BW |
|                | Siedlung                         | Fischenzstraße 3 (Karte)                |           | Geschützt nach § 2 DSchG                                               | BW |
|                | Siedlung                         | Fischenzstraße 5 (Karte)                |           | Geschützt nach § 2 DSchG                                               | BW |
|                |                                  | Fischenzstraße 18 (Karte)               |           | Geschützt nach § 2 DSchG                                               | BW |
|                | Wohnhaus                         | Fischenzstraße 26 (Karte)               |           | Datierung Fachwerkgerüst 1553/54 bzw. 1554/55 Geschützt nach § 2 DSchG | BW |
|                |                                  | Fischenzstraße 34 (Karte)               |           | Geschützt nach § 2 DSchG                                               |    |
|                |                                  | Fischenzstraße 38 (Karte)               |           | Geschützt nach § 2 DSchG                                               | BW |
|                |                                  | Fischenzstraße 40 (Karte)               |           | Geschützt nach § 2 DSchG                                               | BW |
|                | St.-Martin-Kapelle               | Fischenzstraße 41 (Karte)               |           | Geschützt nach § 2 DSchG                                               | BW |
|                |                                  | Fischenzstraße 49 (Karte)               |           | Geschützt nach § 2 DSchG                                               | BW |
|                | Turm                             | Fischenzstraße 71 (Karte)               |           | Geschützt nach § 2 DSchG                                               | BW |
|                | Wallgraben                       | Fischenzstraße 71 (Karte)               |           | Geschützt nach § 2 DSchG                                               | BW |
|                |                                  | Gartenstraße 1 (Karte)                  |           | Geschützt nach § 2 DSchG                                               | BW |
|                |                                  | Gartenstraße 14 (Karte)                 |           | Geschützt nach § 2 DSchG                                               | BW |
|                |                                  | Gartenstraße 16 (Karte)                 |           | Geschützt nach § 2 DSchG                                               | BW |
|                |                                  | Gartenstraße 17 (Karte)                 |           | Geschützt nach § 2 DSchG                                               | BW |
|                |                                  | Gartenstraße 18 (Karte)                 |           | Geschützt nach § 2 DSchG                                               | BW |
|                |                                  | Gartenstraße 19 (Karte)                 |           | Geschützt nach § 2 DSchG                                               | BW |
|                |                                  | Gartenstraße 20 (Karte)                 |           | Geschützt nach § 2 DSchG                                               |    |
|                |                                  | Gartenstraße 22 (Karte)                 |           | Geschützt nach § 2 DSchG                                               |    |
|                |                                  | Gartenstraße 24 (Karte)                 |           | Geschützt nach § 2 DSchG                                               |    |
|                |                                  | Gartenstraße 26 (Karte)                 |           | Geschützt nach § 2 DSchG                                               |    |
|                |                                  | Gartenstraße 28 (Karte)                 |           | Geschützt nach § 2 DSchG                                               |    |
|                |                                  | Gartenstraße 36 (Karte)                 |           | Geschützt nach § 2 DSchG                                               | BW |
|                |                                  | Gartenstraße 38 (Karte)                 |           | Geschützt nach § 2 DSchG                                               |    |
|                |                                  | Gartenstraße 40 (Karte)                 |           | Geschützt nach § 2 DSchG                                               |    |
|                |                                  | Gartenstraße 42 (Karte)                 |           | Geschützt nach § 2 DSchG                                               |    |
|                |                                  | Gottlieber Straße 8 (Karte)             |           | Geschützt nach § 2 DSchG                                               | BW |
|                |                                  | Gottlieber Straße 14 (Karte)            |           | Geschützt nach § 2 DSchG                                               |    |
|                |                                  | Gottlieber Straße 16 (Karte)            |           | Geschützt nach § 2 DSchG                                               |    |
|                |                                  | Gottlieber Straße 17 (Karte)            |           | Geschützt nach § 2 DSchG                                               | BW |
|                |                                  | Gottlieber Straße 18 (Karte)            |           | Geschützt nach § 2 DSchG                                               |    |
|                |                                  | Gottlieber Straße 19 (Karte)            |           | Geschützt nach § 2 DSchG                                               |    |
|                |                                  | Gottlieber Straße 20 (Karte)            |           | Geschützt nach § 2 DSchG                                               |    |
|                |                                  | Gottlieber Straße 21 (Karte)            |           | Geschützt nach § 2 DSchG                                               |    |
|                |                                  | Gottlieber Straße 23 (Karte)            |           | Geschützt nach § 2 DSchG                                               |    |
|                |                                  | Gottlieber Straße 32 (Karte)            |           | Geschützt nach § 2 DSchG                                               | BW |
|                |                                  | Gottlieber Straße 32a (Karte)           |           | Geschützt nach § 2 DSchG                                               |    |
|                |                                  | Gottlieber Straße 36 (Karte)            |           | Geschützt nach § 2 DSchG                                               | BW |
|                |                                  | Gottlieber Straße 36a (Karte)           |           | Geschützt nach § 2 DSchG                                               | BW |
|                |                                  | Gottlieber Straße 38 (Karte)            |           | Geschützt nach § 2 DSchG                                               | BW |
|                |                                  | Gottlieber Straße 46 (Karte)            |           | Geschützt nach § 2 DSchG                                               | BW |
|                |                                  | Gottlieber Straße 48 (Karte)            |           | Geschützt nach § 2 DSchG                                               | BW |
|                |                                  | Gottlieber Straße 50 (Karte)            |           | Geschützt nach § 2 DSchG                                               | BW |
|                |                                  | Gottlieber Straße 52 (Karte)            |           | Geschützt nach § 2 DSchG                                               | BW |
|                |                                  | Gottlieber Straße 64 (Karte)            |           | Geschützt nach § 2 DSchG                                               | BW |
|                |                                  | Gütlestraße 1 (Karte)                   |           | Geschützt nach § 2 DSchG                                               | BW |
|                |                                  | Gütlestraße 3 (Karte)                   |           | Geschützt nach § 2 DSchG                                               | BW |
|                |                                  | Gütlestraße 5 (Karte)                   |           | Geschützt nach § 2 DSchG                                               | BW |
|                |                                  | Leinerstraße 1 (Karte)                  |           | Geschützt nach § 2 DSchG                                               |    |
|                |                                  | Leinerstraße 3 (Karte)                  |           | Geschützt nach § 2 DSchG                                               |    |
|                |                                  | Leinerstraße 5 (Karte)                  |           | Geschützt nach § 2 DSchG                                               |    |
|                |                                  | Leinerstraße 7 (Karte)                  |           | Geschützt nach § 2 DSchG                                               |    |
|                |                                  | Leinerstraße 11 (Karte)                 |           | Geschützt nach § 2 DSchG                                               | BW |
|                |                                  | Löhrystraße 2 (Karte)                   |           | Geschützt nach § 2 DSchG                                               | BW |
|                |                                  | Löhrystraße 4 (Karte)                   |           | Geschützt nach § 2 DSchG                                               | BW |
|                |                                  | Löhrystraße 6 (Karte)                   |           | Geschützt nach § 2 DSchG                                               | BW |
|                | Lutherkirche                     | Lutherplatz 1 (Karte)                   |           | Geschützt nach § 2 DSchG                                               | BW |
|                |                                  | Lutherplatz 7 (Karte)                   |           | Geschützt nach § 2 DSchG                                               | BW |
|                |                                  | Mangoldstraße 2 (Karte)                 |           | Geschützt nach § 2 DSchG                                               | BW |
|                | Siedlung                         | Mangoldstraße 17 (Karte)                |           | Geschützt nach § 2 DSchG                                               | BW |
|                | Siedlung                         | Mangoldstraße 18 (Karte)                |           | Geschützt nach § 2 DSchG                                               | BW |
|                | Siedlung                         | Mangoldstraße 19 (Karte)                |           | Geschützt nach § 2 DSchG                                               |    |
|                | Siedlung                         | Mangoldstraße 20 (Karte)                |           | Geschützt nach § 2 DSchG                                               |    |
|                | Siedlung                         | Mangoldstraße 21 (Karte)                |           | Geschützt nach § 2 DSchG                                               |    |
|                | Siedlung                         | Mangoldstraße 23 (Karte)                |           | Geschützt nach § 2 DSchG                                               | BW |
|                | Siedlung                         | Mangoldstraße 25 (Karte)                |           | Geschützt nach § 2 DSchG                                               | BW |
|                |                                  | Maria-Ellenrieder-Straße 8 (Karte)      |           | Geschützt nach § 2 DSchG                                               | BW |
|                |                                  | Maria-Ellenrieder-Straße 10 (Karte)     |           | Geschützt nach § 2 DSchG                                               | BW |
|                |                                  | Maria-Ellenrieder-Straße 12 (Karte)     |           | Geschützt nach § 2 DSchG                                               | BW |
|                |                                  | Maria-Ellenrieder-Straße 14 (Karte)     |           | Geschützt nach § 2 DSchG                                               | BW |
|                | Siedlung                         | Mayenfischstraße 1 (Karte)              |           | Geschützt nach § 2 DSchG                                               | BW |
|                | Siedlung                         | Mayenfischstraße 17 (Karte)             |           | Geschützt nach § 2 DSchG                                               | BW |
|                | Siedlung                         | Mayenfischstraße 18 (Karte)             |           | Geschützt nach § 2 DSchG                                               |    |
|                | Siedlung                         | Mayenfischstraße 19 (Karte)             |           | Geschützt nach § 2 DSchG                                               | BW |
|                |                                  | Moosbruggerstraße 1 (Karte)             |           | Geschützt nach § 2 DSchG                                               |    |
|                |                                  | Moosbruggerstraße 2 (Karte)             |           | Geschützt nach § 2 DSchG                                               |    |
|                |                                  | Moosbruggerstraße 3 (Karte)             |           | Geschützt nach § 2 DSchG                                               | BW |
|                |                                  | Moosbruggerstraße 4 (Karte)             |           | Geschützt nach § 2 DSchG                                               |    |
|                |                                  | Moosbruggerstraße 11 (Karte)            |           | Geschützt nach § 2 DSchG                                               | BW |
|                |                                  | Muntpratstraße 1 (Karte)                |           | Geschützt nach § 2 DSchG                                               |    |
|                |                                  | Muntpratstraße 3 (Karte)                |           | Geschützt nach § 2 DSchG                                               |    |
|                |                                  | Muntpratstraße 4 (Karte)                |           | Geschützt nach § 2 DSchG                                               | BW |
|                |                                  | Muntpratstraße 4a (Karte)               |           | Geschützt nach § 2 DSchG                                               | BW |
|                |                                  | Muntpratstraße 5 (Karte)                |           | Geschützt nach § 2 DSchG                                               | BW |
|                |                                  | Muntpratstraße 6 (Karte)                |           | Geschützt nach § 2 DSchG                                               | BW |
|                |                                  | Muntpratstraße 8 (Karte)                |           | Geschützt nach § 2 DSchG                                               | BW |
|                |                                  | Obere Laube 38 (Karte)                  |           | Geschützt nach § 2 DSchG                                               | BW |
|                |                                  | Obere Laube 40 (Karte)                  |           | Geschützt nach § 2 DSchG                                               | BW |
|                |                                  | Obere Laube 42 (Karte)                  |           | Geschützt nach § 2 DSchG                                               | BW |
|                |                                  | Obere Laube 50 (Karte)                  |           | Geschützt nach § 2 DSchG                                               | BW |
|                |                                  | Rheingutstraße 3 (Karte)                |           | Geschützt nach § 2 DSchG                                               | BW |
|                |                                  | Rheingutstraße 9 (Karte)                |           | Geschützt nach § 2 DSchG                                               | BW |
|                |                                  | Rheingutstraße 11 (Karte)               |           | Geschützt nach § 2 DSchG                                               | BW |
|                |                                  | Rheingutstraße 12 (Karte)               |           | Geschützt nach § 2 DSchG                                               | BW |
|                |                                  | Rheingutstraße 13 (Karte)               |           | Geschützt nach § 2 DSchG                                               | BW |
|                |                                  | Rheingutstraße 14 (Karte)               |           | Geschützt nach § 2 DSchG                                               | BW |
|                |                                  | Rheingutstraße 15 (Karte)               |           | Geschützt nach § 2 DSchG                                               | BW |
|                |                                  | Rheingutstraße 22 (Karte)               |           | Geschützt nach § 2 DSchG                                               | BW |
|                |                                  | Rheingutstraße 24 (Karte)               |           | Geschützt nach § 2 DSchG                                               | BW |
|                |                                  | Richentalstraße 1 (Karte)               |           | Geschützt nach § 2 DSchG                                               | BW |
|                |                                  | Richentalstraße 3 (Karte)               |           | Geschützt nach § 2 DSchG                                               | BW |
|                |                                  | Richentalstraße 5 (Karte)               |           | Geschützt nach § 2 DSchG                                               | BW |
|                |                                  | Richentalstraße 7 (Karte)               |           | Geschützt nach § 2 DSchG                                               |    |
|                |                                  | Richentalstraße 9 (Karte)               |           | Geschützt nach § 2 DSchG                                               |    |
|                |                                  | Richentalstraße 11 (Karte)              |           | Geschützt nach § 2 DSchG                                               |    |
|                |                                  | Richentalstraße 13 (Karte)              |           | Geschützt nach § 2 DSchG                                               | BW |
|                |                                  | Richentalstraße 15 (Karte)              |           | Geschützt nach § 2 DSchG                                               | BW |
|                |                                  | Richentalstraße 17 (Karte)              |           | Geschützt nach § 2 DSchG                                               | BW |
|                |                                  | Richentalstraße 19 (Karte)              |           | Geschützt nach § 2 DSchG                                               | BW |
|                |                                  | Richentalstraße 21 (Karte)              |           | Geschützt nach § 2 DSchG                                               | BW |
|                |                                  | Schobuliweg 2 (Karte)                   |           | Geschützt nach § 2 DSchG                                               | BW |
|                | Alexander-von-Humboldt-Gymnasium | Schottenplatz 2 (Karte)                 |           | Geschützt nach § 2 DSchG                                               | BW |
| Weitere Bilder | Schottenkapelle                  | Schottenplatz (Karte)                   |           | [ 2 ]                                                                  |    |
|                |                                  | Schottenstraße 1 (Karte)                |           | Geschützt nach § 2 DSchG                                               | BW |
|                |                                  | Schottenstraße 3 (Karte)                |           | Geschützt nach § 2 DSchG                                               | BW |
|                |                                  | Schottenstraße 5 (Karte)                |           | Geschützt nach § 2 DSchG                                               | BW |
|                |                                  | Schottenstraße 7 (Karte)                |           | Geschützt nach § 2 DSchG                                               | BW |
|                |                                  | Schottenstraße 9 (Karte)                |           | Geschützt nach § 12 DSchG                                              |    |
|                |                                  | Schottenstraße 19 (Karte)               |           | Geschützt nach § 2 DSchG                                               |    |
|                |                                  | Schottenstraße 20 (Karte)               |           | Geschützt nach § 2 DSchG                                               | BW |
|                |                                  | Schottenstraße 21 (Karte)               |           | Geschützt nach § 2 DSchG                                               | BW |
|                |                                  | Schottenstraße 23 (Karte)               |           | Geschützt nach § 2 DSchG                                               | BW |
|                |                                  | Schottenstraße 25 (Karte)               |           | Geschützt nach § 2 DSchG                                               | BW |
|                |                                  | Schottenstraße 27 (Karte)               |           | Geschützt nach § 2 DSchG                                               | BW |
|                |                                  | Schottenstraße 29 (Karte)               |           | Geschützt nach § 2 DSchG                                               |    |
|                |                                  | Schottenstraße 31 (Karte)               |           | Geschützt nach § 2 DSchG                                               | BW |
|                |                                  | Schottenstraße 37 (Karte)               |           | Geschützt nach § 2 DSchG                                               |    |
|                |                                  | Schottenstraße 59 (Karte)               |           | Geschützt nach § 2 DSchG                                               | BW |
|                |                                  | Schottenstraße 61 (Karte)               |           | Geschützt nach § 2 DSchG                                               |    |
|                |                                  | Schottenstraße 65 (Karte)               |           | Geschützt nach § 2 DSchG                                               |    |
|                |                                  | Schottenstraße 67 (Karte)               |           | Geschützt nach § 2 DSchG                                               |    |
|                |                                  | Schottenstraße 69 (Karte)               |           | Geschützt nach § 2 DSchG                                               |    |
|                |                                  | Schottenstraße 75 (Karte)               |           | Geschützt nach § 2 DSchG                                               |    |
|                |                                  | Schottenstraße 77 (Karte)               |           | Geschützt nach § 2 DSchG                                               |    |
|                |                                  | Schottenstraße 79 (Karte)               |           | Geschützt nach § 2 DSchG                                               |    |
|                |                                  | Schützenstraße 1 (Karte)                |           | Geschützt nach § 2 DSchG                                               |    |
|                |                                  | Schützenstraße 13 (Karte)               |           | Geschützt nach § 2 DSchG                                               | BW |
|                |                                  | Schützenstraße 14 (Karte)               |           | Geschützt nach § 2 DSchG                                               | BW |
|                |                                  | Schützenstraße 16 (Karte)               |           | Geschützt nach § 2 DSchG                                               | BW |
|                |                                  | Schützenstraße 18 (Karte)               |           | Geschützt nach § 2 DSchG                                               | BW |
|                |                                  | Schützenstraße 20 (Karte)               |           | Geschützt nach § 2 DSchG                                               | BW |
|                |                                  | Schützenstraße 21 (Karte)               |           | Geschützt nach § 2 DSchG                                               | BW |
|                |                                  | Schützenstraße 23 (Karte)               |           | Geschützt nach § 2 DSchG                                               | BW |
|                |                                  | Schützenstraße 26 (Karte)               |           | Geschützt nach § 2 DSchG                                               | BW |
|                |                                  | Schützenstraße 28 (Karte)               |           | Geschützt nach § 2 DSchG                                               | BW |
|                |                                  | Schützenstraße 30 (Karte)               |           | Geschützt nach § 2 DSchG                                               |    |
|                |                                  | Schützenstraße 34 (Karte)               |           | Geschützt nach § 2 DSchG                                               | BW |
|                |                                  | Schützenstraße 38 (Karte)               |           | Geschützt nach § 2 DSchG                                               | BW |
|                |                                  | Schulstraße 12 (Karte)                  |           | Geschützt nach § 2 DSchG                                               | BW |
|                |                                  | Schulstraße 13 (Karte)                  |           | Geschützt nach § 2 DSchG                                               | BW |
|                |                                  | Schulstraße 14 (Karte)                  |           | Geschützt nach § 2 DSchG                                               | BW |
|                |                                  | Schulthaißstraße 5 (Karte)              |           | Geschützt nach § 2 DSchG                                               | BW |
|                |                                  | Schulthaißstraße 7 (Karte)              |           | Geschützt nach § 2 DSchG                                               | BW |
|                |                                  | Schulthaißstraße 9 (Karte)              |           | Geschützt nach § 2 DSchG                                               | BW |
|                |                                  | Tägermoosstraße 2 (Karte)               |           | Geschützt nach § 2 DSchG                                               | BW |
|                |                                  | Tägermoosstraße 2a (Karte)              |           | Geschützt nach § 2 DSchG                                               | BW |
|                |                                  | Tägermoosstraße 4 (Karte)               |           | Geschützt nach § 2 DSchG                                               | BW |
|                |                                  | Tägermoosstraße 6 (Karte)               |           | Geschützt nach § 2 DSchG                                               | BW |
|                |                                  | Tägermoosstraße 8 (Karte)               |           | Geschützt nach § 2 DSchG                                               | BW |
|                | Wohnhaus                         | Trägermoosstraße 24 (Karte)             |           | Geschützt nach § 2 DSchG                                               | BW |
|                |                                  | Tägermoosstraße 26 (Karte)              |           | Geschützt nach § 2 DSchG                                               | BW |
|                |                                  | Tägermoosstraße 28 (Karte)              |           | Geschützt nach § 2 DSchG                                               | BW |
|                |                                  | Tägermoosstraße 29 (Karte)              |           | Geschützt nach § 2 DSchG                                               | BW |
|                |                                  | Tägermoosstraße 30 (Karte)              |           | Geschützt nach § 2 DSchG                                               | BW |
|                | Wohnhaus                         | Trägermoosstraße 31 (Karte)             |           | Geschützt nach § 2 DSchG                                               | BW |
|                |                                  | Tägermoosstraße 32 (Karte)              |           | Geschützt nach § 2 DSchG                                               | BW |
|                |                                  | Talgartenstraße 1 (Karte)               |           | Geschützt nach § 2 DSchG                                               | BW |
|                |                                  | Talgartenstraße 2 (Karte)               |           | Geschützt nach § 2 DSchG                                               | BW |
|                |                                  | Talgartenstraße 3 (Karte)               |           | Geschützt nach § 2 DSchG                                               | BW |
|                |                                  | Talgartenstraße 4 (Karte)               |           | Geschützt nach § 2 DSchG                                               | BW |
|                |                                  | Talgartenstraße 5 (Karte)               |           | Geschützt nach § 2 DSchG                                               | BW |
|                |                                  | Turnierstraße 2a (Karte)                |           | Geschützt nach § 2 DSchG                                               |    |
|                |                                  | Turnierstraße 4 (Karte)                 |           | Geschützt nach § 2 DSchG                                               |    |
|                |                                  | Turnierstraße 6 (Karte)                 |           | Geschützt nach § 2 DSchG                                               |    |
|                |                                  | Turnierstraße 15 (Karte)                |           | Geschützt nach § 2 DSchG                                               | BW |
|                |                                  | Turnierstraße 17 (Karte)                |           | Geschützt nach § 2 DSchG                                               | BW |
|                | Siedlung                         | Turnierstraße 18 (Karte)                |           | Geschützt nach § 2 DSchG                                               | BW |
|                | Siedlung                         | Turnierstraße 20 (Karte)                |           | Geschützt nach § 2 DSchG                                               | BW |
|                | Siedlung                         | Turnierstraße 22 (Karte)                |           | Geschützt nach § 2 DSchG                                               | BW |
|                | Siedlung                         | Turnierstraße 24 (Karte)                |           | Geschützt nach § 2 DSchG                                               |    |
|                | Siedlung                         | Turnierstraße 25 (Karte)                |           | Geschützt nach § 2 DSchG                                               | BW |
|                | Siedlung                         | Turnierstraße 26 (Karte)                |           | Geschützt nach § 2 DSchG                                               | BW |
|                | Siedlung                         | Turnierstraße 27 (Karte)                |           | Geschützt nach § 2 DSchG                                               |    |
|                | Siedlung                         | Turnierstraße 28 (Karte)                |           | Geschützt nach § 2 DSchG                                               |    |
|                | Siedlung                         | Turnierstraße 29 (Karte)                |           | Geschützt nach § 2 DSchG                                               |    |
|                | Siedlung                         | Turnierstraße 31 (Karte)                |           | Geschützt nach § 2 DSchG                                               |    |
|                | Siedlung                         | Turnierstraße 33 (Karte)                |           | Geschützt nach § 2 DSchG                                               |    |
|                | Siedlung                         | Turnierstraße 35 (Karte)                |           | Geschützt nach § 2 DSchG                                               | BW |
|                | Vincentius Krankenhaus           | Untere Laube 2 (Karte)                  |           | Geschützt nach § 2 DSchG                                               | BW |
|                | Amtsgericht                      | Untere Laube 12 (Karte)                 |           | Geschützt nach § 2 DSchG                                               | BW |
|                |                                  | Untere Laube 18 (Karte)                 |           | Geschützt nach § 2 DSchG                                               | BW |
|                |                                  | Untere Laube 32 (Karte)                 |           | Geschützt nach § 2 DSchG                                               | BW |
|                |                                  | Untere Laube 34 (Karte)                 |           | Geschützt nach § 2 DSchG                                               | BW |
|                |                                  | Untere Laube 36 (Karte)                 |           | Geschützt nach § 2 DSchG                                               | BW |
|                | Justizvollzugsanstalt            | Wallgutstraße 2 (Karte)                 |           | Geschützt nach § 2 DSchG                                               | BW |
|                | St. Marienhaus/Altenheim         | Wallgutstraße 11 (Karte)                |           | Geschützt nach § 2 DSchG                                               | BW |
|                |                                  | Wallgutstraße 12 (Karte)                |           | Geschützt nach § 2 DSchG                                               | BW |
|                |                                  | Wallgutstraße 13 (Karte)                |           | Geschützt nach § 2 DSchG                                               | BW |
|                | Wallgutschule                    | Wallgutstraße 14 (Karte)                |           | Geschützt nach § 2 DSchG                                               |    |
|                |                                  | Wallgutstraße 15 (Karte)                |           | Geschützt nach § 2 DSchG                                               | BW |
|                |                                  | Wallgutstraße 17 (Karte)                |           | Geschützt nach § 2 DSchG                                               | BW |
|                | Handwerkskammer                  | Webersteig 3 (Karte)                    |           | Geschützt nach § 2 DSchG                                               |    |
|                | staatliches Gesundheitsamt       | Webersteig 5 (Karte)                    |           | Geschützt nach § 2 DSchG                                               |    |
|                | staatliches Gesundheitsamt       | Webersteig 7 (Karte)                    |           | Geschützt nach § 2 DSchG                                               | BW |
|                | staatliches Ingenieurschule      | Webersteig 9 (Karte)                    |           | Geschützt nach § 2 DSchG                                               | BW |
|                | Wessenbergschule                 | Wintersteig 5 (Karte)                   |           | Geschützt nach § 2 DSchG                                               |    |
|                | Wessenbergschule                 | Wintersteig 7 (Karte)                   |           | Geschützt nach § 2 DSchG                                               | BW |
|                |                                  | Zasiusstraße 13 (Karte)                 |           | Geschützt nach § 2 DSchG                                               | BW |
|                |                                  | Zasiusstraße 15 (Karte)                 |           | Geschützt nach § 2 DSchG                                               | BW |
|                |                                  | Zasiusstraße 17 (Karte)                 |           | Geschützt nach § 2 DSchG                                               |    |
|                |                                  | Zasiusstraße 19 (Karte)                 |           | Geschützt nach § 2 DSchG                                               |    |
|                |                                  | Zasiusstraße 21 (Karte)                 |           | Geschützt nach § 2 DSchG                                               | BW |
|                |                                  | Zasiusstraße 23 (Karte)                 |           | Geschützt nach § 2 DSchG                                               |    |
|                |                                  | Zasiusstraße 25 (Karte)                 |           | Geschützt nach § 2 DSchG                                               | BW |
|                |                                  | Zasiusstraße 27 (Karte)                 |           | Geschützt nach § 2 DSchG                                               |    |
|                |                                  | Zasiusstraße 31 (Karte)                 |           | Geschützt nach § 2 DSchG                                               | BW |
|                |                                  | Zasiusstraße 33 (Karte)                 |           | Geschützt nach § 2 DSchG                                               |    |